# Dédalo
Dédalo (em grego:  Δαίδαλος, transl. Daídalos; em latim: Daedalos; em etrusco: Taitale), na mitologia grega, é um personagem natural de Atenas e descendente de Erecteu. 
Notável arquitecto e inventor, cuja obra mais famosa é o labirinto que construiu para o rei Minos, de Creta, aprisionar o Minotauro, monstro filho de sua mulher.

## Mito, segundo Diodoro Sículo

### Família
Dédalo nasceu em Atenas, sendo filho de Metion, filho de Eupalamus, filho de Erecteu. Ele tinha um sobrinho chamado Perdiz, filho de sua irmã, e um filho chamado Ícaro.

### Carreira de inventor
Em seus primeiros anos a vida do arquitecto Dédalo foi um ato de descobrimento dos materiais, formas, volume e do próprio espaço.

### O assassinato de Perdiz
Certa vez, Dédalo estava ensinando tudo o que sabia para seu sobrinho Perdiz, este que, então, inventa a roda do oleiro  e o serrote de ferro. Dédalo, com inveja, assassina-o, e quando descoberto é condenado, mas foge para Creta.

### Em Creta
Em Creta, Dédalo se torna amigo do rei Minos, mas ajuda Pasífae a se disfarçar de vaca para ser possuída pelo touro de Posídon. Desta relação nasce o Minotauro.
Dédalo, em seguida, constrói o labirinto de Creta, para conter o minotauro.

### Fuga de Creta
Dédalo tinha um filho, Ícaro. Quando Minos descobriu que Dédalo tinha feito a vaca para Pasífae, este fugiu de Creta, com a ajuda de Pasífae. Ícaro fugiu com Dédalo, mas morreu em um acidente naval na ilha que passou a se chamar Icária. Dédalo se refugia na Sicília, na corte do rei Cócalo.
Diodoro apresenta a versão alternativa de que Dédalo fugiu de Creta voando: com seu engenho inigualável, constrói para si e para o filho dois pares de asas de penas, ligadas com cera, para fugirem. Ícaro, deslumbrado com a beleza do firmamento, sobe demasiado e o Sol derrete a cera de suas asas, precipitando-o nas águas do mar Egeu, enquanto Dédalo consegue chegar à Sicília. Diodoro Sículo comenta que ele não acredita muito nesta versão, mas não poderia deixar de mencionar este mito.

### Dédalo na Sicília

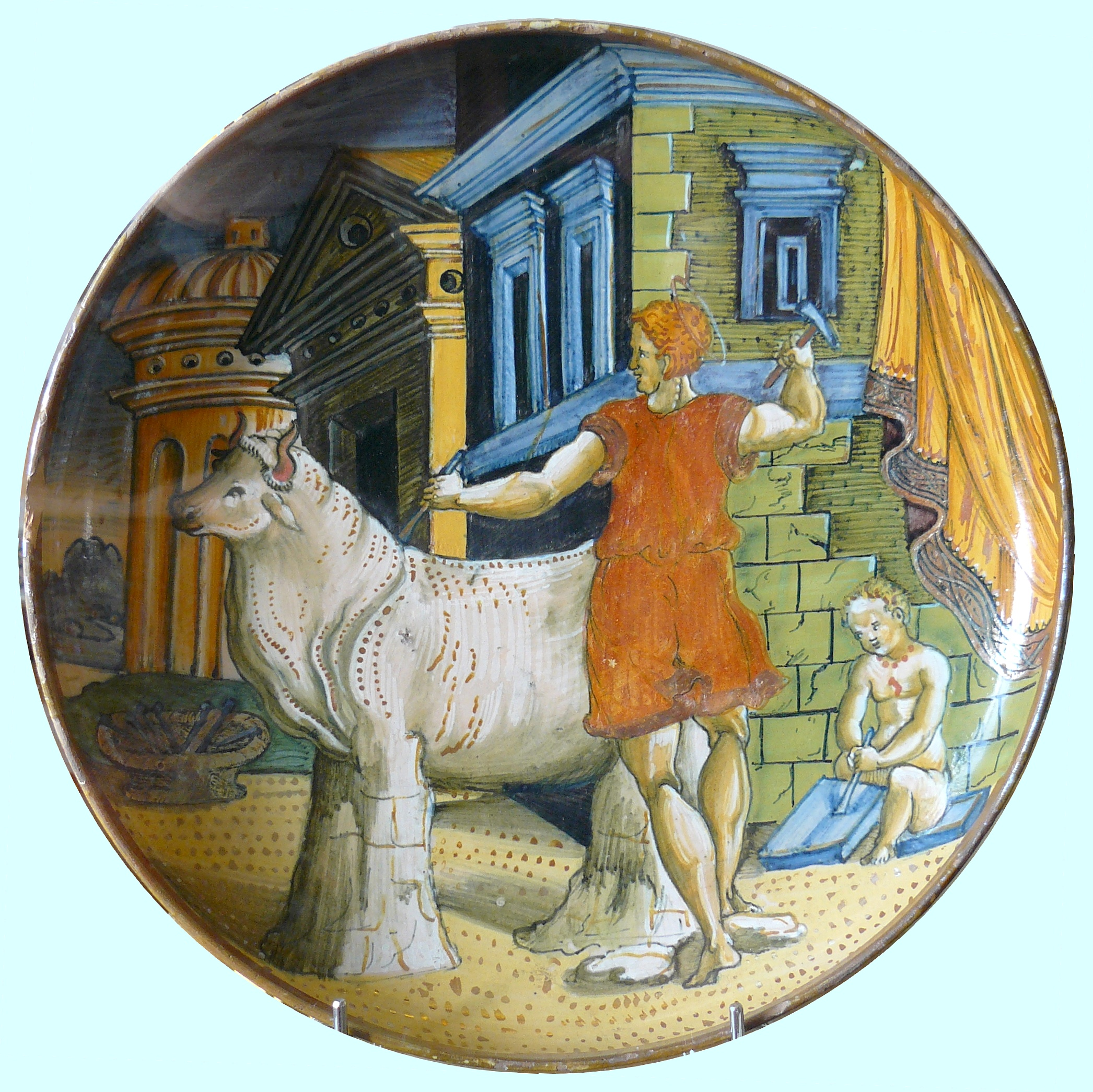
Dédalo esculpe a estátua de uma vaca
1533, Museu Nacional da Cerâmica, Sèvres

Dédalo passou um bom tempo trabalhando para o rei Cócalo, construindo várias maravilhas.
Minos, porém, quando soube que Dédalo tinha se refugiado na Sicília, e sendo o senhor dos mares, resolveu fazer uma campanha contra a ilha. Desembarcando com uma grande força na ilha, no local chamado a partir de então de Heracleia Minoa, Minos demandou de Cócalo que entregasse Dédalo para ele ser punido. Cócalo, porém, trouxe Minos como convidado ao seu palácio, e assassinou Minos durante o banho, fervendo-o em água quente. Cócalo devolveu o corpo de Minos aos cretenses, dizendo que ele tinha se afogado no banho; os cretenses o enterraram na Sicília, no lugar onde mais tarde foi fundada a cidade de Acragas (atual Agrigento), e lá ficaram até que Terone, tirano de Acragas, devolveu seus ossos para os cretenses.